# Sułymiwka (hromada Jahotyn)
Sułymiwka (ukr. Сулимівка) – wieś na Ukrainie, w obwodzie kijowskim, w rejonie boryspolskim, w hromadzie Jahotyn. W 2001 liczyła 899 mieszkańców.

## Urodzeni
- Andriej Krawczenko – radziecki generał.